# Слизнево (Московская область)
Слизнево — деревня в Наро-Фоминском районе Московской области, входит в состав сельского поселения Атепцевское. Численность постоянного населения по Всероссийской переписи 2010 года — 22 человека, в деревне числятся 3 улицы. До 2006 года Слизнево входило в состав Атепцевского сельского округа.
Деревня расположена на юге центральной части района, на левом берегу реки Нара, примерно в 7 км южнее Наро-Фоминска, высота центра над уровнем моря 182 м. Ближайшие населённые пункты — Покровка на противоположном берегу реки и Ерюхино в 1 километре на север.